# Alexander Masibaka
Pas d'image ? Cliquez ici

a Compétitions nationales et continentales officielles uniquement.

Dernière mise à jour le 5 février 2025.
Alexander Masibaka, né le 9 août 2001 à Perth (Australie), est un joueur australien, écossais et fidjien de rugby à XV jouant au poste de troisième ligne centre avec le Montpelier HR. 

## Biographie

### Jeunesse et formation
Alexander Masibaka naît le 9 août 2001 à Perth en Australie. Au niveau scolaire, il fréquente la Calista Primary School à Kwinana. En parallèle, il commence la pratique du rugby à XV dès l'âge de quatre ans au sein de l'Associates Rugby Club, basé à Swanbourne, en banlieue de Perth,. Il se distingue rapidement, obtenant des sélections avec l'équipe de l'État d'Australie-Occidentale avant de rejoindre la Fortescue Academy de la Western Force.
D'origine écossaise par sa mère et fidjienne par son père, il a la possibilité de représenter trois nations : l'Australie, où il est né ; les Fidji, pays de naissance de son père ; et l'Écosse, par sa mère née à Paisley, dans la banlieue de Glasgow,. De ce fait, il est tout d'abord sélectionné avec l'équipe d'Australie scolaire (en), étant titularisé aux côtés de Joseph Sua'ali'i lors de leur victoire 18 à 14 contre l'équipe de Nouvelle-Zélande scolaire (en) à Hamilton en 2019.

### Carrière professionnelle
En 2022, Alex Masibaka réalise son rêve d'enfance en faisant ses débuts professionnels, sous la direction de Tim Sampson (en), avec la Western Force lors de la 11e journée de la saison 2022 de Super Rugby, entrant en jeu à la place de Kane Koteka (en) face aux Blues au Perth Oval à la 64e minute de jeu,. Cette même saison, il dispute 10 minutes supplémentaires lors de la 12e journée contre les Crusaders. 
Après avoir joué deux matchs avec la franchise de la Western Force, Masibaka rejoint en août 2022 la France et le Montpellier Hérault Rugby, où il signe un contrat jusqu'en 2025. Dans un premier temps, il évolue avec les équipes de jeunes du centre de formation.
Durant l'été 2023, il est prêté au Soyaux Angoulême XV Charente, en Pro D2, pour la saison 2023-2024, où il s'impose progressivement comme un joueur clé de son équipe.
Le SA XV annonce la prolongation de son prêt d'une saison supplémentaire au début de la saison 2024-2025. En janvier 2025, alors qu'il évolue toujours en Pro D2, il est convoqué par l'équipe d'Écosse pour rejoindre le groupe en préparation du Tournoi des Six Nations. Cette convocation fait suite à la blessure de Josh Bayliss. L'encadrement écossais annonce suivre son évolution depuis 2021.
Fort de ses performances en prêt, Masibaka est rappelé par le MHR à l’issue de la saison et prolongé jusqu’en 2028. 